# Stevie Ray
Lash Rushey Huffman (* 22. August 1958 in Houston, Texas), besser bekannt unter seinem Ringnamen Stevie Ray, ist ein ehemaliger US-amerikanischer Wrestler, der vor allem für die Wrestlingorganisation World Championship Wrestling tätig war. Er bildete mit seinem Bruder Robert Huffman über mehrere Jahre hinweg das erfolgreiche Tag Team Harlem Heat, welches mit 10 Regentschaften den ewigen Rekord für den Erhalt des WCW World Tag Team Champion Titels hält. Heute arbeitet er in der von seinem Bruder und ihm gegründeten Wrestlingschule.

## Karriere
Lash Huffman gab sein Debüt als Wrestler im Jahre 1989. Er war zunächst für zahlreiche Independent-Ligen unter dem Namen Super Collider aktiv. Nachdem er in der Western Wrestling Alliance zuerst gegen seinen Bruder Booker fehdete, bildete er mit ihm zusammen in der Global Wrestling Federation das Tag-Team The Ebony Experience. Huffman war nun als Stevie Ray bekannt und das Team konnte die GWF Tag Team Titel dreimal gewinnen. Zudem ließ man Huffman auch einmal den GWF North American Titel gewinnen.
Ab August 1993 war das Team bei WCW unter dem Namen Harlem Heat und Huffman als Kane tätig. 1994 stellte man ihnen Sherri Martel als Managerin und Huffman war nun wieder Stevie Ray. In einer Fehde mit "Stars N Stripes" (The Patriot and Marcus Bagwell) durften sie zum ersten Mal die WCW World Tag Team Championship gewinnen. Zusammen gewannen sie in der WCW die Tag Team Titel noch 9 weitere Male. 1997 wurde Martel vom Team getrennt und Jacqueline Moore wurde die neue Managerin. Kurz vor dem Ende der WCW war Huffman auch kurz als Kommentator für WCW Thunder tätig.
Nachdem die WCW im März 2001 durch die World Wrestling Federation übernommen worden war, verpflichtete sich Huffman für wenige Matches bei der WWA in Australien. 2002 zog sich Huffman aus dem aktiven Wrestling-Geschehen zurück und gründete im März 2005 zusammen mit seinem Bruder die Booker T. & Stevie Ray Pro Wrestling Academy, in dieser Wrestling-Schule ist er bis heute aktiv.
Am 6. April 2019 wurde er dann in die WWE Hall of Fame als Mitglied von Harlem Heat eingeführt.

## Erfolge
- Global Wrestling Federation

- 1× GWF North American Heavyweight Championship
- 3× GWF Tag Team Championship (mit Booker T)

- World Championship Wrestling

- 10× WCW World Tag Team Championship (mit Booker T)
- 1× WCW World Television Championship
- WWE Hall of Fame (Class 2019)